# كين أولين
كين أولين (بالإنجليزية: Ken Olin) هو مخرج وممثل أمريكي، ولد في 30 يوليو 1954 بشيكاغو في الولايات المتحدة.

## أعمال

### مسلسلات
- الإخوة والأخوات
- إيلياس
- عقول إجرامية

## وصلات خارجية
- كين أولين على موقع IMDb (الإنجليزية)
- كين أولين على موقع ألو سيني (الفرنسية)
- كين أولين على موقع أول موفي (الإنجليزية)
- كين أولين على موقع قاعدة بيانات برودواي على الإنترنت (الإنجليزية)
- كين أولين على موقع قاعدة بيانات الأفلام السويدية (السويدية)
- كين أولين على موقع إن إن دي بي (الإنجليزية)
- كين أولين على موقع قاعدة بيانات الفيلم (الإنجليزية)
- كين أولين على موقع كينوبويسك (الروسية)